# 에어링구스
에어링구스(영어: Aer Lingus)는 더블린에 본사를 두고 있는 아일랜드 국적 항공사로 허브 공항은 더블린 공항, 코크 공항, 섀넌 공항이 있다. 사명은 아일랜드어로 항공함대를 뜻하는 aerloingeas[ˌeːɾˠˈl̪ˠɪɲɟəsˠ]를 영어화한 것이다.

## 역사
아일랜드 정부가 항공사 지분의 85%를 소유하고 있으나 회사의 자율적인 운영을 보장하고 있다.
1936년 5월 22일 설립해 1937년 14명의 승객을 싣고 더블린에서 영국 브리스톨을 운항했다. 항공기의 겉모습은 파란색과 초록색으로 이루어져 있으며 꼬리 날개 위에 아일랜드의 상징인 클로버가 그려져 있다. 2000년 항공 동맹인 원월드에 가입했다. 2006년까지 85%의 지분을 보유하고 있던 아일랜드 정부가 지분을 줄이자 런던 증권거래소에 상장했다. 2007년 3월에 항공 동맹인 원월드를 탈퇴하고 이후 항공 동맹인 스타 얼라이언스, 스카이팀과 업무 코드를 제휴하고 있다. 2009년 한 해 동안 1천만 명의 승객에게 운항 편의를 제공했다.
2015년 5월 영국항공과 이베리아 항공을 산하에 두고 있는 국제항공 그룹에 인수됐다. 이 때문에 원월드 복귀설이 돌았으나, 복귀하지는 않았다.
2020년 초에는 상업 운항용 A330-300을 마지막으로 인도받은 항공사로 기록됐다.

## 운항 노선
- 2012년 7월 기준으로 에어 링구스는 다음과 같은 노선을 운항하고 있다.

### 코드쉐어 협정
- 에어 링구스는 다음과 같은 항공사와 코드쉐어 협정을 체결하고 있다.

| - KLM (스카이팀) - 영국항공 (원월드) - 에어 캐나다 (스타 얼라이언스) - 에티하드 항공 - 유나이티드 항공 (스타 얼라이언스) - 제트블루 항공 |

## 보유 기종

### 현재 사용하는 기종
- 2021년 2월 기준으로 다음과 같은 기종을 보유하고 있으며 평균 기령은 6.8년이다.[2][3][4]

## 사진

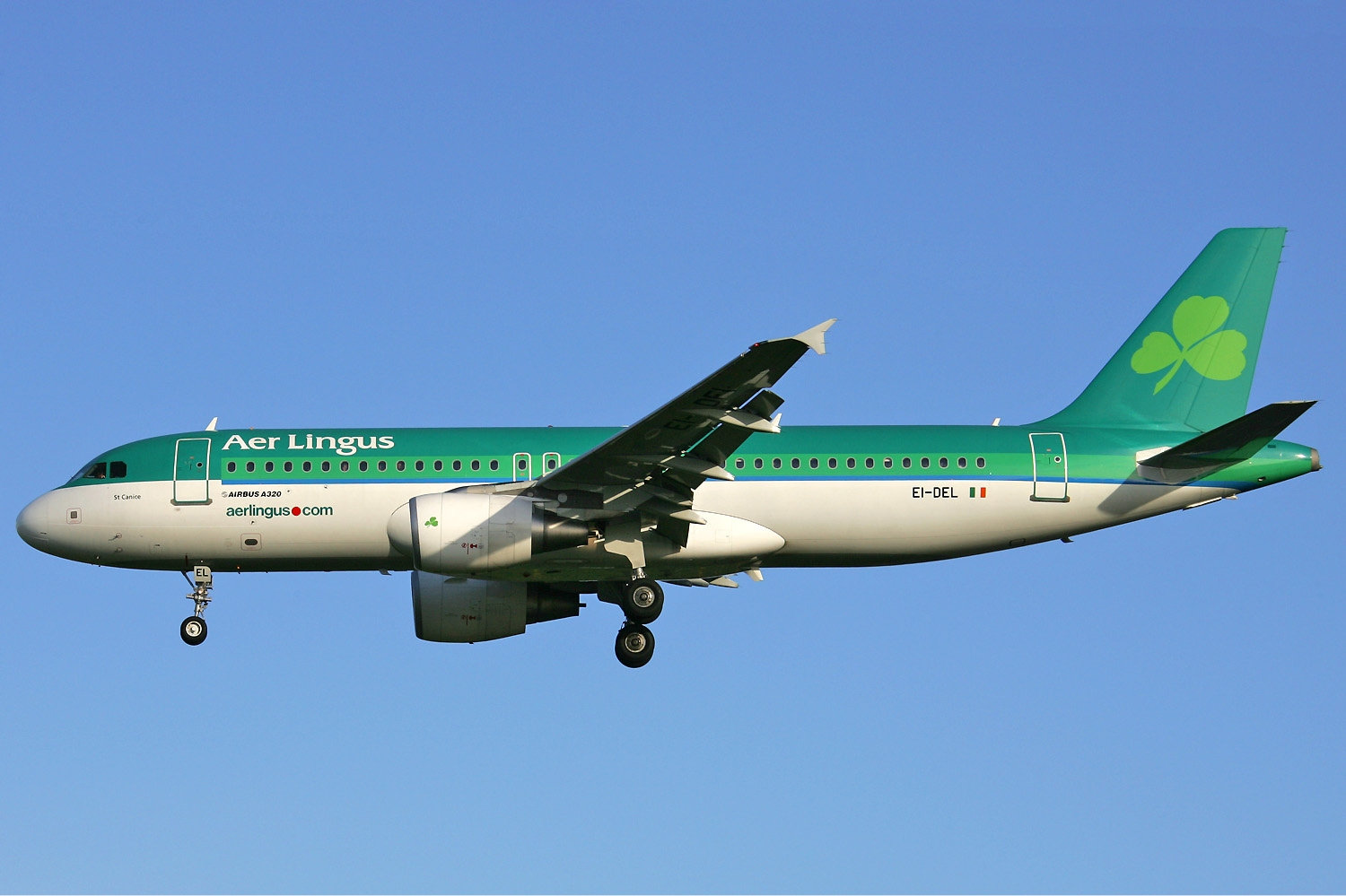
구도색을 적용한 에어링구스의 에어버스 A320-200
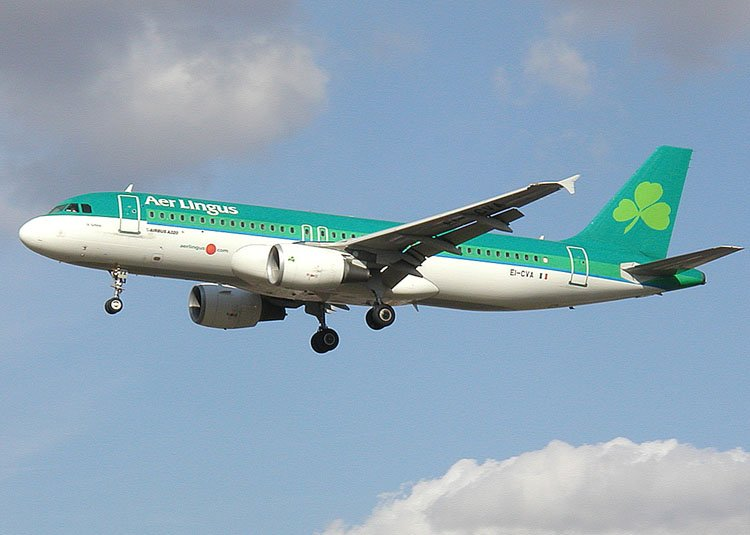
구도색을 적용한 에어링구스의 에어버스 A320-200
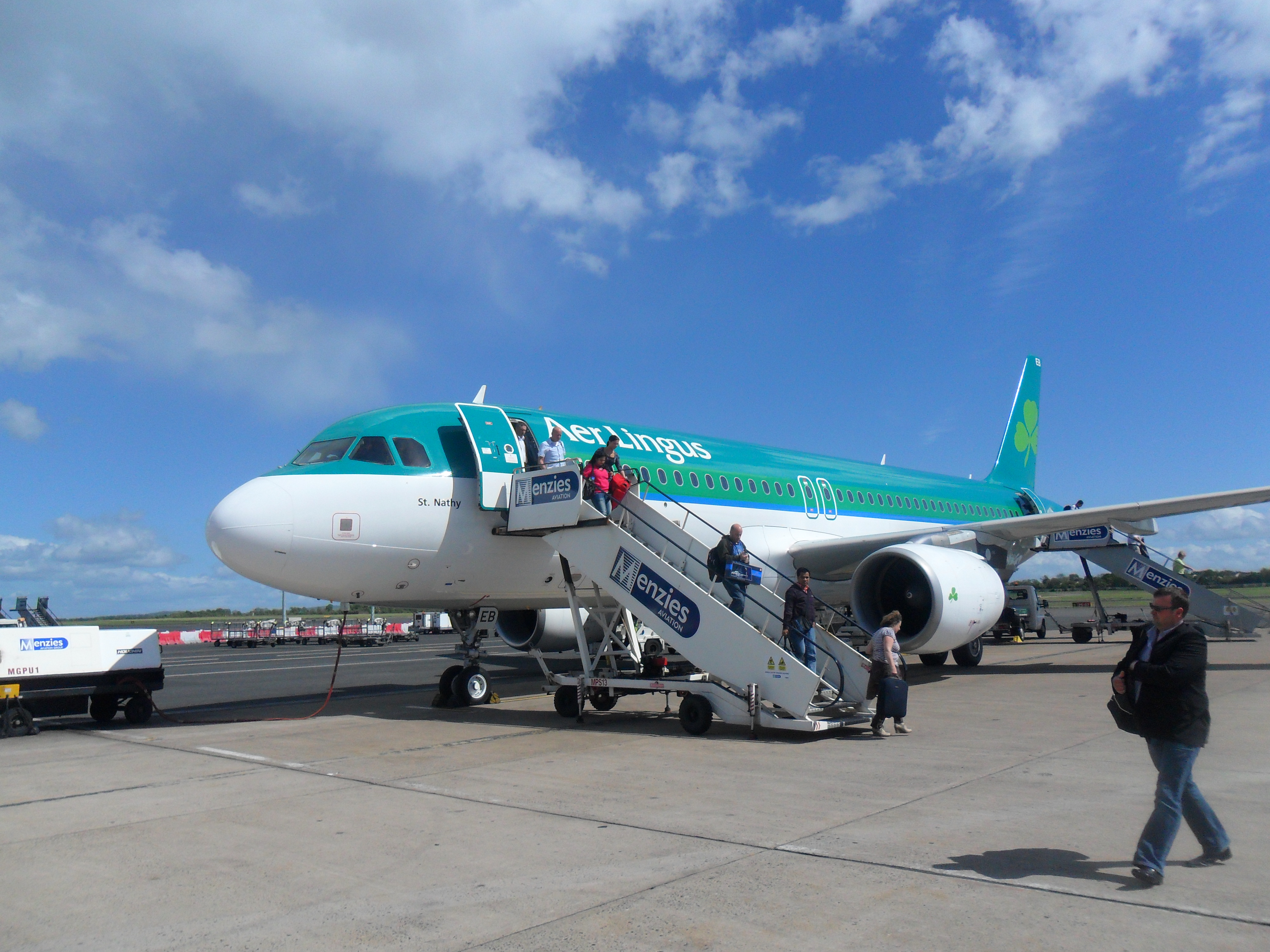
구도색을 적용한 에어링구스의 에어버스 A320-200
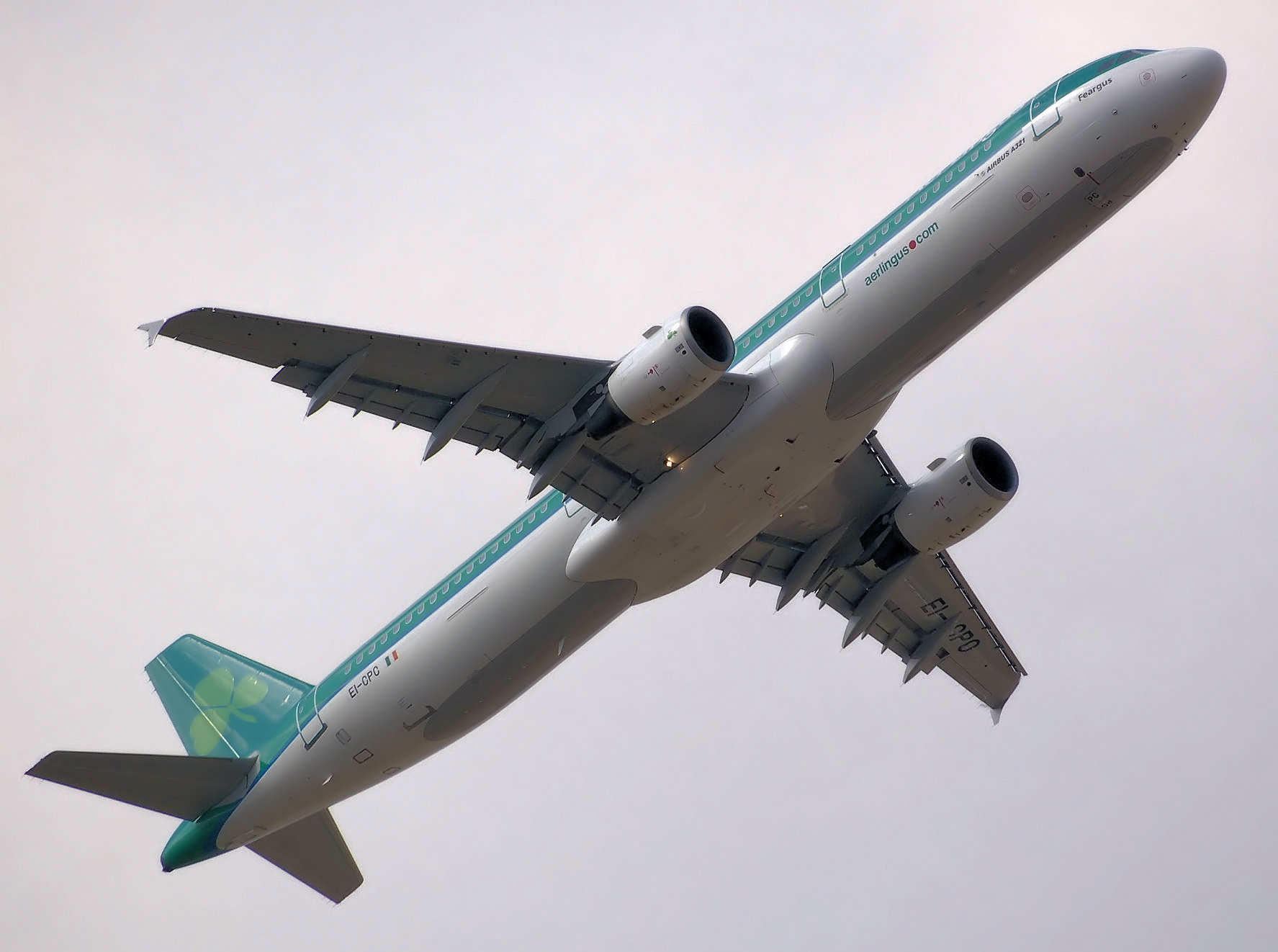
구도색을 적용한 에어링구스의 에어버스 A321-200
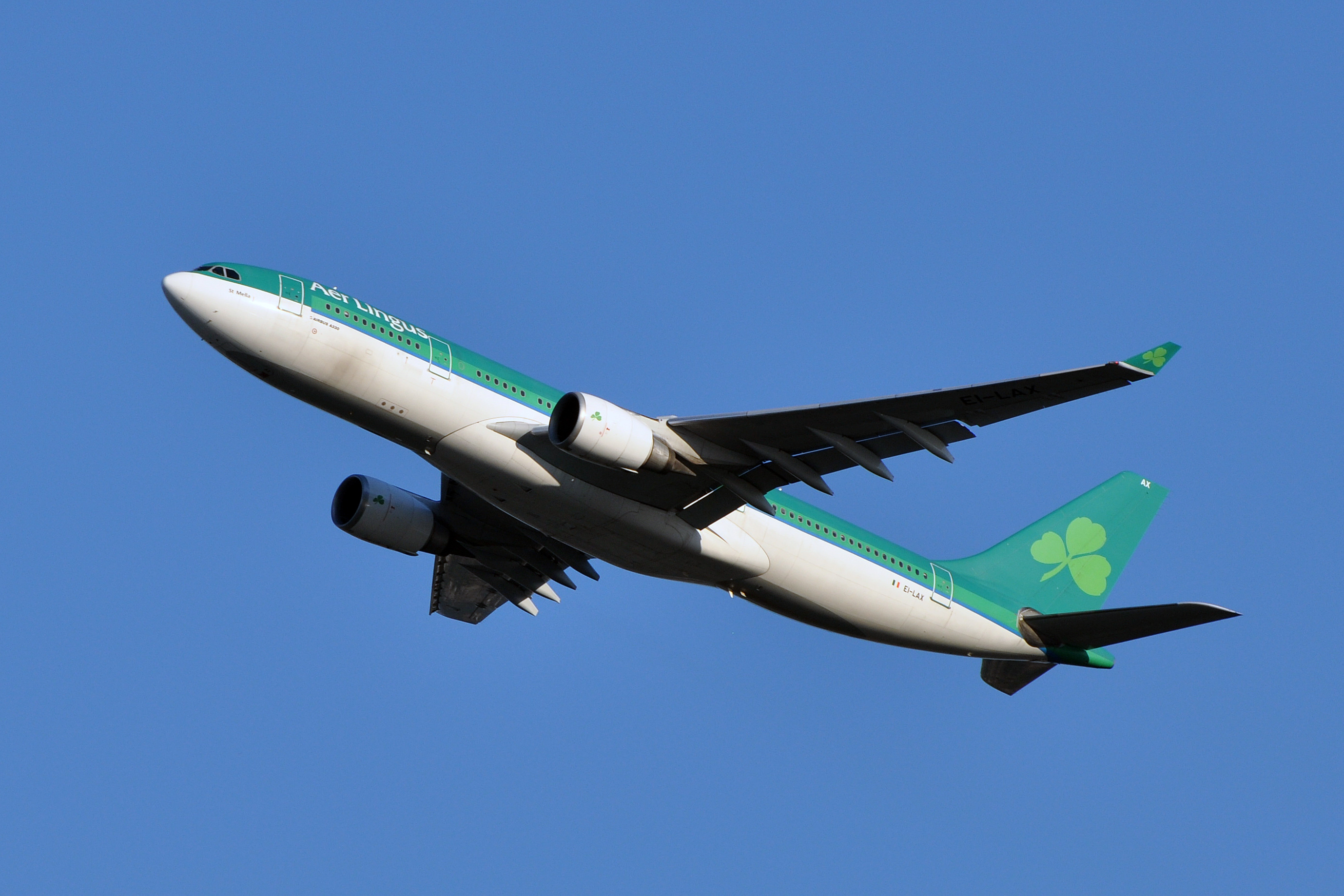
구도색을 적용한 에어링구스의 에어버스 A330-200
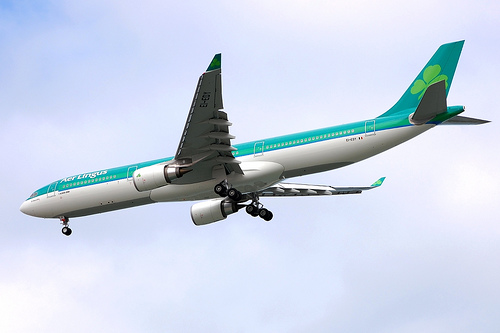
구도색을 적용한 에어링구스의 에어버스 A330-300
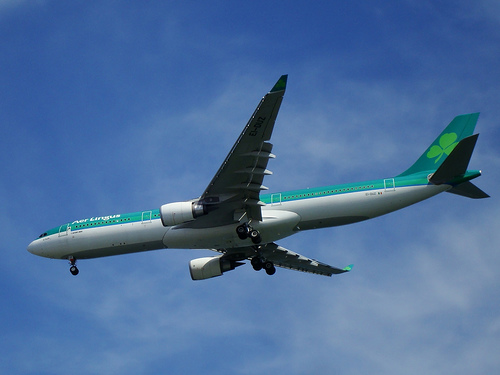
구도색을 적용한 에어링구스의 에어버스 A330-300
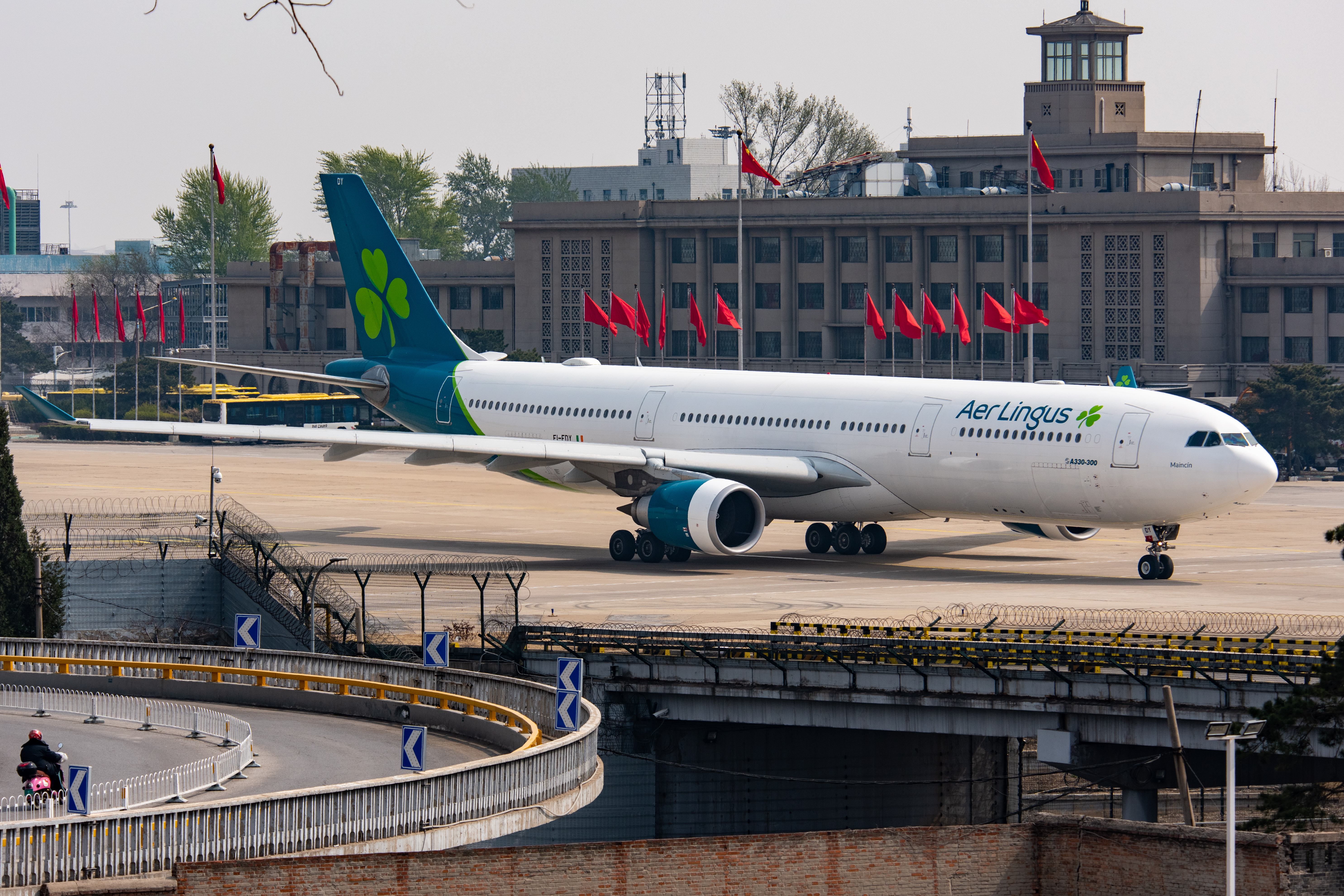
신도색을 적용한 에어링구스의 에어버스 A330-300
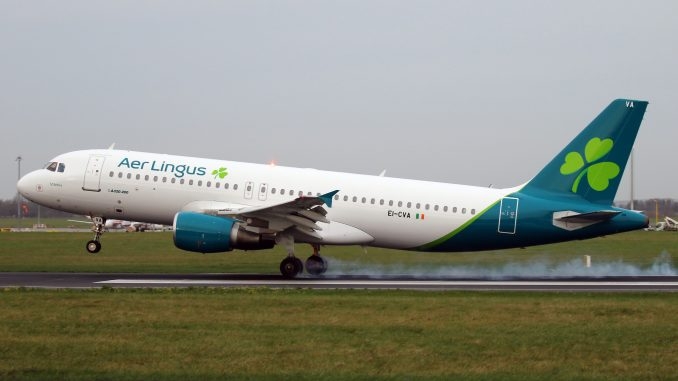
신도색을 적용한 에어링구스의 에어버스 A320-200
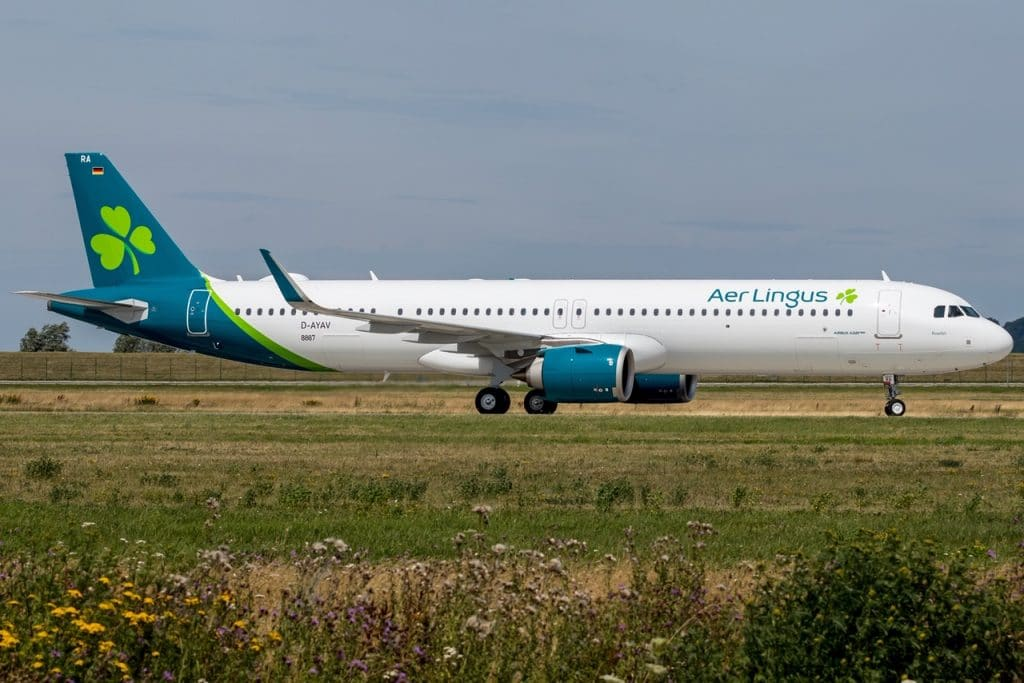
신도색을 적용한 에어링구스의 에어버스 A321LR